# Little Bighorn Battlefield National Monument
Little Bighorn Battlefield National Monument ist eine Gedenkstätte vom Typ eines National Monuments im Süden des US-Bundesstaates Montana. Sie erinnert an die Schlacht am Little Bighorn, in der am  25. Juni 1876 das  7. US-Kavallerieregiment unter George A. Custer von Indianern der Lakota-Sioux, Arapaho und Cheyenne unter ihren Führern Sitting Bull und Crazy Horse am Little Bighorn River vernichtend geschlagen wurde.
Die Gedenkstätte am Ort der Schlacht wurde bereits 1879 als National Cemetery (Nationalfriedhof) gewidmet, wurde 1946 zum National Monument und bekam 1991 ihren heutigen Namen. Sie liegt in dem Reservat der Crow-Indianer, zusammen mit dem Reno-Benteen Battlefield Memorial, das an das letzte Gefecht der Schlacht am Abend erinnert.

## Die Schlacht
Die Sioux-Indianer sollten zum Verkauf der ihnen heiligen Black Hills, einer Bergkette am Rand der Rocky Mountains, bewegt werden. Das Gebiet lag unmittelbar westlich ihres Reservates und war ihnen im Vertrag von Fort Laramie 1868 als exklusives Jagdgebiet zugesichert worden. Eine vertragswidrige Expedition der US Army unter Lt. Col. George A. Custer berichtete 1874 von Gold-Vorkommen in den Bergen, und tausende Goldsucher strömten in das Gebiet. Dort lebten und jagten auch einige Gruppen der Sioux und der Cheyenne, die den Vertrag von 1868 und das Reservat nie anerkannt hatten. Ihre Häuptlinge Sitting Bull, Crazy Horse und Gall leisteten Widerstand gegen die eindringenden Weißen und wurden vom Bureau of Indian Affairs als feindlich gesinnt erklärt.
Im Juni 1876 rückten Einheiten der US Army von drei Seiten in einer Zangenbewegung auf das Gebiet vor. George A. Custer führte die etwa 600 Mann des 7. US-Kavallerieregiments als Vorhut auf eine Erkundungsmission. Er hatte Befehl, eventuell gefundene Indianer nicht anzugreifen, und führte keine schweren Waffen, insbesondere keine Gatling-Repetiergeschütze mit. Seine Kundschafter fanden am 25. Juni 1876 das Indianerdorf im Tal des Little Bighorn Rivers. Die Zahl der Bewohner lässt sich nicht mit Sicherheit feststellen, neuere Schätzungen reichen von etwa 1000 bis 2500 Kriegern. Trotz der Übermacht und seiner Befehle griff Custer an, wahrscheinlich weil er seine Truppe für entdeckt hielt und das Überraschungsmoment nutzen wollte.
Der Angriff misslang, die Hunkpapa-Sioux unter Häuptling Gall konnten eine Flügeloperation abwehren und die Truppen aufrollen. Sie flüchteten sich zu Klippen am Fluss. Die Hauptwelle unter Custer selbst wurde bereits zwischen den ersten Zelten zum Stehen gebracht, und fünf Kompanien der Kavalleristen mussten sich auf einen Hügel zurückziehen. Den Sioux und Cheyenne gelang es, den Hügel zu umgehen und der Armee den Rückzug abzuschneiden. Alle Soldaten dieser Einheiten wurden getötet.
Die Überlebenden der Flügeloperation unter Major Marcus Reno sowie drei weitere Kompanien unter Hauptmann Frederick Benteen sammelten sich auf Klippen am Fluss und wurden am Abend dorthin zurückgeschlagen, als sie sich dem Schlachtfeld nähern wollten. Insgesamt starben 268 Soldaten, darunter 14 Offiziere, 55 weitere Soldaten blieben vermisst. Die Indianervölker hatten zwischen nachgewiesenen 64 und geschätzten 300 Opfer zu beklagen.

## Rezeption und Gedenkstätte
Die Schlacht am Little Bighorn River war die größte militärische Niederlage der US Army in den Indianerkriegen. Die Erinnerung war über rund ein Jahrhundert weitgehend von der militärischen Sicht geprägt. Die erste Gedenkstätte war ein National Cemetery (Nationalfriedhof), der bereits 1879 errichtet wurde. 1886 wurde er in National Cemetery of Custer’s Battlefield Reservation umbenannt, und dort wurden auch Gefallene aus anderen Kriegen beigesetzt. Custers Leichnam liegt nicht hier, er wurde schon 1877 auf den Ehrenfriedhof der United States Military Academy in West Point überführt. Der etwa fünf Kilometer entfernte Ort des letzten Gefechtes von Reno und Benteen wurde 1926 als Reno-Benteen Battlefield in die Gedenkstätte integriert. 1940 ging sie auf den National Park Service über, und 1946 wurde der Status auf den eines National Monuments unter dem neuen Namen Custer Battlefield National Monument umgewidmet.

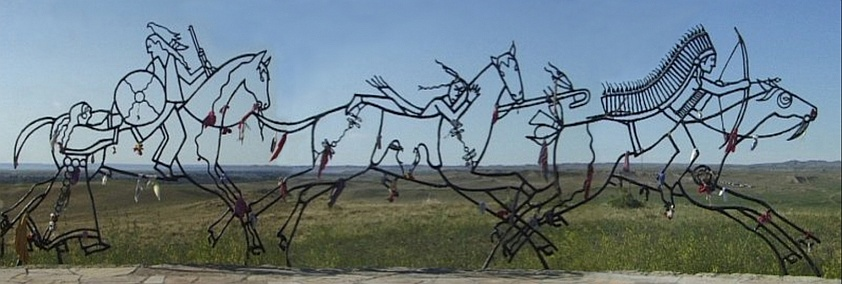
Das Indian Memorial am Little Bighorn

Im Dezember 1991 benannte Präsident George H. W. Bush die Gedenkstätte in ihren heutigen Namen Little Bighorn Battlefield National Monument um und ordnete an, dass künftig in gleichem Maße auch der indianischen Opfer gedacht werden und deren Rolle und Kultur stärker gewürdigt werden solle. Dazu wurde in den folgenden Jahren das Indian Memorial errichtet, ein Denkmal mit drei Drahtgitterfiguren, die an die drei beteiligten Völker Sioux, Cheyenne und Arapaho erinnern.